# Persi nell'oceano
Persi nell'oceano (Two Came Back) è un film per la televisione del 1997 diretto da Dick Lowry. La storia è ispirata a quella autobiografica narrata nel libro Albatros. La mia avventura nell'Atlantico della velista Deborah Scaling Kiley.

## Trama
Susan Clarkson è una ventunenne di San Diego orfana di padre, un marinaio morto quando lei era bambina. Dal genitore, la ragazza ha ereditato l'amore per il mare ed è divenuta un'esperta velista. Un giorno, in contrasto con il parere dell'apprensiva mamma Patricia, Susan accetta la proposta di fare da skipper per una traversata fino a Vancouver. A bordo dell'imbarcazione salgono con lei il capitano Rick e la sua fidanzata Allie, l'intraprendente Matt e Jason, un ragazzo gentile con cui Susan ha avuto dei trascorsi.
Il viaggio sembra procedere per il meglio, tra risate e flirt, ma per via di un errore di calcolo la barca a vela si trova al centro di una spaventosa tempesta. Gli occupanti sono costretti a lasciare la barca per trasferirsi su una scialuppa, che diviene l'unica speranza di salvezza. Tra allucinazioni dovute all'ingestione dell'acqua di mare, ferite subite durante il naufragio e presenza di squali in quel tratto di oceano, il clima sulla zattera di fortuna diviene ingestibile.
Sulla terraferma, intanto, Patricia cerca disperatamente di farsi aiutare dalla guardia costiera a riabbracciare sua figlia.